# На Хє Мі
На Хє Мі (кор. 나혜미) — південнокорейська модель і акторка.

## Біографія
На Хє Мі народилася 24 лютого 1991 у невеликому місті Ічхон що знаходиться неподалік Сеула. У віці 10 років вона дебютувала в кіно зігравши другорядну роль в фільмі «Адреса невідома». Після зйомок у ситкомі «Нестримний високий удар» 2006 року, На Хє Мі узяла тривалу перерву в зйомках в кіно і на телебаченні з метою закінчення навчання. Повернулась на телебачення вона лише у 2013 році зігравши епізодичну роль в серіалі «Мелодія кохання». Після одруження, яке сталося влітку 2017 року, На Хє Мі продовжувала працювати у телевізійних проєктах. У 2019 році вона завершила зйомки у популярній драмі «Єдиний мій», паралельно зі зйомками в якій, Хе Мі була у складі іншого проєкту — драмі «Будиночок для Літа». Далі Хє Мі зіграла головну роль у спеціальній драмі «Чистий і блискучий» від KBS. У жовтні 2020 року відбулася прем'єра романтично-комедійного серіалу «Незважаючи ні на що», головну роль в якому зіграла Хє Мі.
Крім зйомок в фільмах та серіалах, Хє Мі багато знімалась в рекламі, а також була моделлю в журналах ELLE Girl, Ceci, Vogue, bnt, Cosmopolitan.

### Особисте життя
У 2014 році стало відомо, що На Хє Мі та Ерік Мун (південнокорейський репер, актор, а також співак і лідер бойс-бенду Shinhwa), зустрічаються. У кінці лютого 2017 року знову з'явилися припущення, що пара досі підтримує свої стосунки з моменту першої появи цієї новини у ЗМІ. Через своїх агентів пара підтвердила, що перебувають у стосунках. Пара одружилась 1 липня 2017 року у Пресвітеріанській церкві Йоннак у Сеулі.

## Фільмографія

### Телевізійні серіали
| Рік       | Назва                                  | Роль                    | Мережа |
| --------- | -------------------------------------- | ----------------------- | ------ |
| 2006      | «Бережи себе, юначе»                   | масовка, допоміжна роль | MBC    |
| 2006      | «Над веселкою»                         | Квон Чі Хе              | MBC    |
| 2006      | «Нестримний удар»                      | На Хє Мі                | MBC    |
| 2013      | «Мелодія кохання»                      | Чан Хє Йон              | KBS1   |
| 2017      | «Моє дівчисько»                        | Бо Йон                  | SBS    |
| 2018      | «Мій єдиний»                           | Кім Мі Ран              | KBS2   |
| 2019      | «Будиночок для Літа»                   | Ван Ким Чжу             | KBS1   |
| 2019      | Чистий і блискучий! (спеціальна драма) | Мо Анна                 | KBS2   |
| 2020-2021 | «Незважаючи ні на що»                  | Кім Бо Ра               | KBS1   |

### Фільми
| Рік  | Назва             | Роль      |
| ---- | ----------------- | --------- |
| 2001 | «Невідома адреса» |           |
| 2017 | «Сир у мишоловці» |           |
| 2018 | «Ресторан Ха На»  | Чон Се Хї |

### Музичні відео
| Рік  | Артист      | Пісня                                                  |
| ---- | ----------- | ------------------------------------------------------ |
| 2007 | SG Wannabe  | «Різдвяна історія» christmas story('크리스마스이야기') |
| 2010 | Untouchable | «Живучи в серці» Living in the heart('가슴에 살아')    |
| 2010 | Buzz        | «Гулка скеля» Buzzing Rock                             |

### Реклама
| Year | Title                                                |
| ---- | ---------------------------------------------------- |
| 2019 | Vitabrid Scalp Shampoo Plus                          |
| 2018 | 31 °C Cosmetic                                       |
| 2015 | Chung Jung One — Return of the Garden (dried snacks) |
| 2009 | DemiSoda (soft drink)                                |
| 2007 | Korean Jonhson & Johnson's 1-Day Acuvue              |
| 2006 | KTF 7.9mm Mobile Phone                               |
| 2006 | Chinese Garnier Cosmetic                             |

## Нагороди та номінації
| Рік  | Нагорода                      | Категорія                                          | Робота, за яку номіновано             | Результат | Прим. |
| ---- | ----------------------------- | -------------------------------------------------- | ------------------------------------- | --------- | ----- |
| 2019 | 12-та Премія корейської драми | Найкраща нова акторка                              | «Будиночок для Літа»                  | Номінація |       |
| 2019 | 33-тя Премія KBS драма        | Найкраща акторка другорядної ролі                  | «Будиночок для Літа»                  | Номінація |       |
| 2019 | 33-тя Премія KBS драма        | Найкраща акторка Одноролевої/Спец-серії/Міні Дорам | Спеціальна драми «Чистий і Блискучий» | Номінація |       |
| 2020 | 34-та Премія KBS драма        | Акторка щоденної драми                             | «Недивлячисьні на що»                 | Номінація |       |